# Northill
Northill – wieś w Anglii, w hrabstwie ceremonialnym Bedfordshire, w dystrykcie (unitary authority) Central Bedfordshire. Leży 10 km na wschód od centrum miasta Bedford i 68 km na północ od centrum Londynu.